# Monasterio de Hayravank
El monasterio de Hayravank (Armenian: en armenio: Հայրավանք), armenio, de los siglos IX a XII, está localizado al nordeste del pueblo de Hayravank, en la orilla sudoeste del Lago Sevan, en la provincia de Geghark'unik'. El complejo monástico consta de una iglesia, capilla, y gavit.
Rodeando el monasterio hay numerosos jachkares y lápidas que forman parte de un pequeño cementerio.  Al noroeste, a escasa distancia, se hallan los restos de los muros de una fortificación medieval y los cimientos de una población de la Edad del Bronce. Durante las excavaciones arqueológicas se encontró un lustroso barco negro de la Edad de Bronce Temprana. También se encontraron armas de metal y piedra, herramientas, ídolos de arcilla, diversas embarcaciones, hogares y dos tumbas de la Edad de Hierro.

## Arquitectura

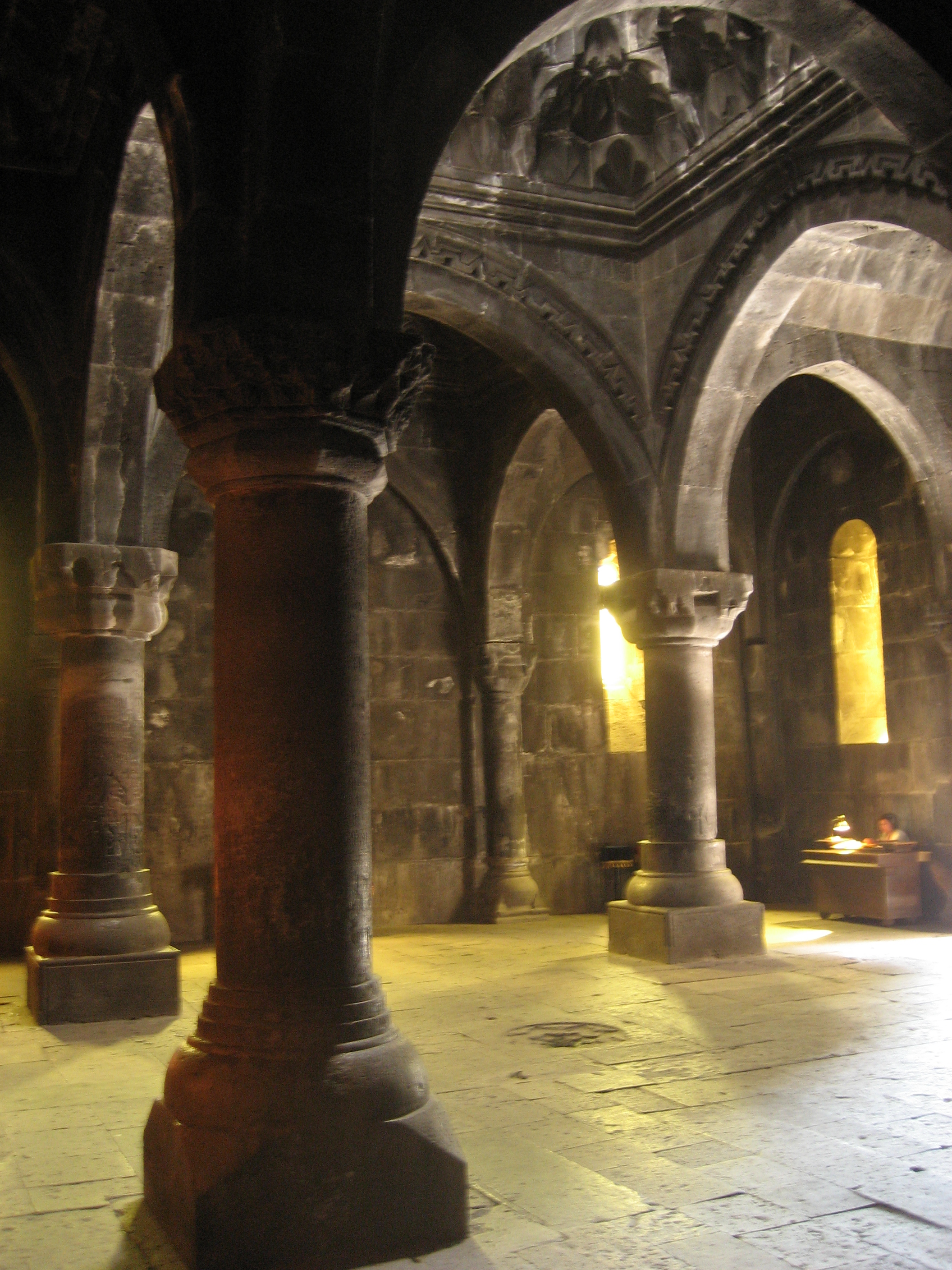
Gavit del Monasterio de Geghard en Armenia.

### Iglesia y Capilla
La iglesia de Hayravank fue construida durante el siglo IX tardío. Tiene un plano central en forma de cuadrilóbulo con cuatro ábsides semicirculares en cuya intersección sendas trompas soportan el  tambor octogonal que hay encima. En el siglo X se añadió una capilla pequeña, en la esquina sudeste de la iglesia.  Un portal sencillo conduce a la iglesia desde el gavit, aunque esta entrada se cree añadida entre los siglos XII y XIII. Hay una segunda entrada a través de la pared de la iglesia por el lado sur. Las paredes exteriores de la estructura difieren del resto del complejo en la incorporación a la fachada de fragmentos de roca. El tambor original y la cúpula habían colapsado completamente: fueron reconstruidos en una restauración emprendida entre 1977 y 1989.

### Gavit
El gavit, una especie de atrio exclusivo de la arquitectura armenia, está situado al oeste y se añadió a la iglesia en el siglo XII.  La puerta principal accede a la estructura desde la pared occidental, y tiene un  tímpano en forma de arco con una inscripción gastada encima del dintel.  Otro portal conduce al gavit desde la pared sur. La cúpula y los arcos están aguantados por dos columnas gruesas en la mitad occidental del edificio y dos columnas adosadas en la pared oriental.  La cúpula consiste en un pequeño tambor octogonal (sólo visto desde el interior) así como la corta cúpula cónica octogonal decorada con una mampostería en patrón de arlequín.  El patrón alterna los tonos rojizo y un gris luminoso de toba calcárea. Se considera uno de los ejemplos más tempranos de albañilería polícroma decorativa que se habría de extender en los siglos venideros por todos los edificios sagrados de Armenia.  Un óculo en lo alto de la cúpula deja entrar la luz en el interior.